# Cedru
Cedrus este un gen de conifere din familia Pinaceae.

## Specii de cedru
Există 4 specii de cedru:
1. Cedrus atlantica - sau cedrul atlantic (Nordul Africii)
2. Cedrus brevifolia - sau cedrul cipriot (Cipru)
3. Cedrus deodara  (Asia centrală, Himalaya)
4. Cedrus libani - sau cedrul libanez, cel mai cunoscut dintre cedri (Liban)

Pinul siberian este denumit uneori, prin traducere din limba rusă, cedrul siberian - sau cedrul de pâine (Siberia)